# 南斗六星

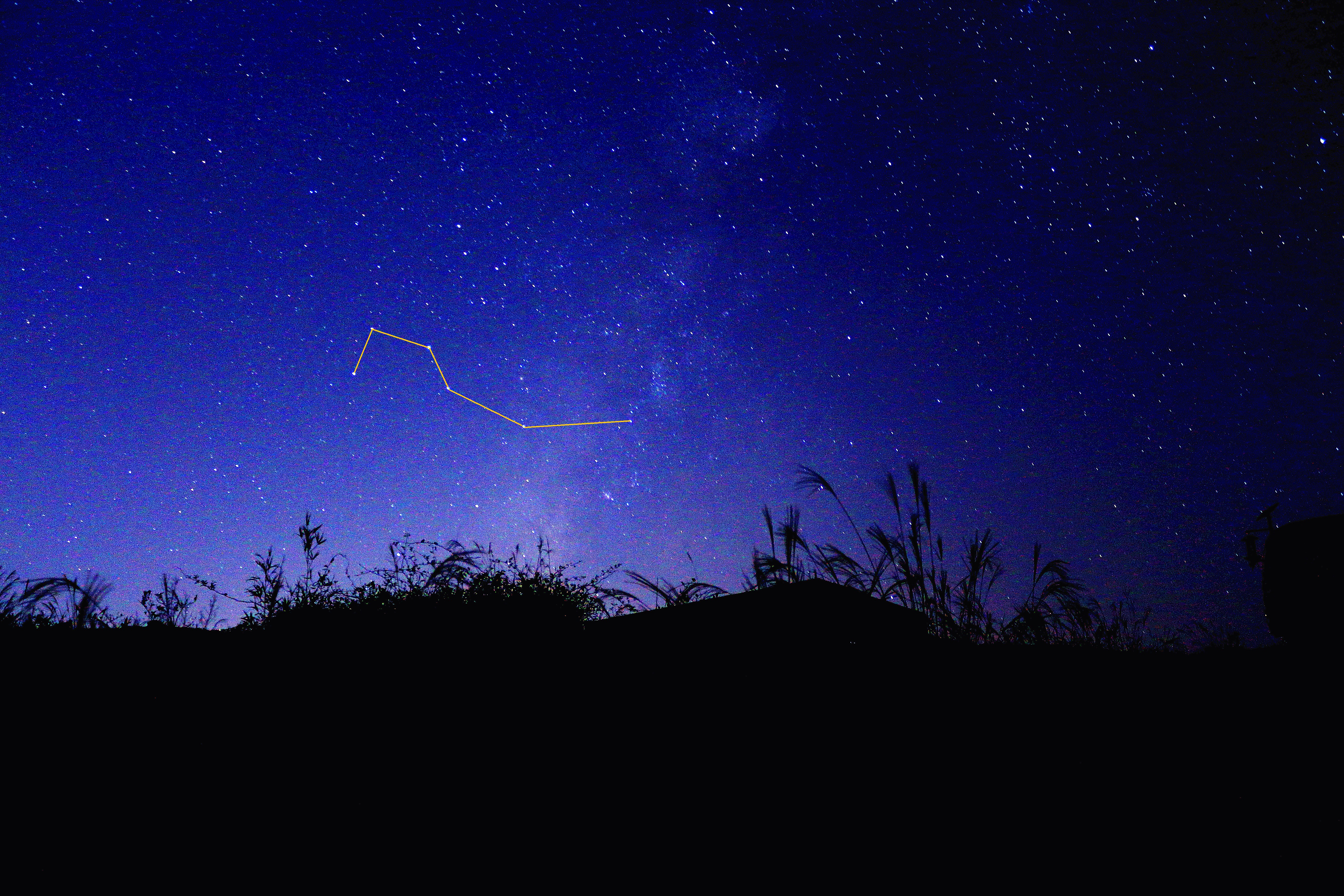
2013年10月26日在中国厦门市同安区拍摄的南斗六星

南斗六星是人马座的一部分恆星，六顆亮星在南天排列成斗（或勺）形。南斗六顆星名由斗宿一、斗宿二、斗宿三、斗宿四、斗宿五、斗宿六，排列成像斗杓形狀，古代中國稱之為南斗六星、因其外形而素負盛名，這個區域在二十八宿屬於斗宿。黃道在斗宿二和斗宿三之間穿過。
| （天文學） 星名 | （占星學） 星名 | 古名   | 英文名        | 拜耳恆星 命名法 | 能見度 （視星等） | 距離 （光年） |
| --------------- | --------------- | ------ | ------------- | --------------- | ----------------- | ------------- |
| 斗宿一          | 南斗四          | 天同星 | Nanto         | φ Sgr           | +3.17             | 240           |
| 斗宿二          | 南斗五          | 天相星 | Kaus Borealis | λ Sgr           | +2.81             | 74            |
| 斗宿三          | 南斗六          | 七殺星 | Polis         | μ Sgr           | +3.86             | 5000          |
| 斗宿四          | 南斗三          | 天機星 | Nunki         | σ Sgr           | +2.02             | 210           |
| 斗宿五          | 南斗二          | 天梁星 | Hecatebolus   | τ Sgr           | +3.32             | 74            |
| 斗宿六          | 南斗一          | 天府星 | Ascella       | ζ Sgr           | +2.60             | 82            |

有六顆星在人马座內偏西的位置（也就是對應希臘神話畫像之人馬胸膛及部分弓箭的位置），在這些星星中有人馬座μ、人馬座λ、人馬座φ、人馬座σ、人馬座τ、人馬座ζ等六顆較亮的星，與北天大熊座的北斗七星兩個斗杓南北相互輝映。

## 傳奇典故
- 《史記大觀書註》：南斗六星，在南也。
- 楊炯《渾天賦》：南斗主壽祿，東壁主文章。
- 《翰墨全書》：十一月二十三日，南斗六司星君奏上生籍之辰。
  - 民間傳說之南斗六司真君尊號：「天府」司命上相鎮國真君、「天相」司祿上相鎮岳真君、「天梁」延壽保命真君、「天同」益算保生真君、天樞度厄「文昌」煉魂真君、「天機」上生監簿大理真君。（「」內為紫微斗數稱法。其中天樞不稱天樞，而稱「文昌」。）
- 《星經》：南斗六星，是主天子壽命，亦主宰相爵祿之位。
- 道教认为：北斗注死、南斗注生。若能朝拜北斗，便可得得道成仙，从死籍永远除名；南斗专掌生存，拜南斗星君，可增加阳寿。